# Mihail Lascăr
Mihail Lascăr, romunski general, * 1889, † 1959.